# Приволье (Иссинский район)
Приволье — село в Иссинском районе Пензенской области. Входит в состав Знаменско-Пестровского сельсовета.

## География
Расположено на берегу реки Пелетьмы в 4 км на юго-запад от центра сельсовета села Знаменская Пестровка и в 25 км на восток от райцентра посёлка Исса.

## История
Основано помещиком в пределах Инсарского уезда Пензенской губернии в первой половине XIX века. В 1896 г. – 78 дворов. В 1911 г. – сельцо Бутурлинской волости Инсарского уезда, 100 дворов, 2 ветряные мельницы, 2 лавки.
С 1928 года село входило в состав Знаменско-Пестровского сельсовета Иссинского района Пензенского округа Средне-Волжской области (с 1939 года — в составе Пензенской области). В 1939 г. – центральная усадьба колхоза «Вперед к социализму» (организован в 1931 г.), 102 двора. В 1955 и 1980-е гг. – центральная усадьба колхоза имени Калинина.

## Население
| 1864 | 1897 | 1911 | 1926 | 1930 | 1940 | 1959 |
| ---- | ---- | ---- | ---- | ---- | ---- | ---- |
| 315  | ↗534 | ↗643 | ↗714 | ↗715 | ↘473 | ↘442 |
| 1979 | 1989 | 1996 | 2002 | 2010 |      |      |
| ↘311 | ↗332 | ↘326 | ↘241 | ↘183 |      |      |